# Un dottore quasi perfetto
Un dottore quasi perfetto è un film per la televisione con Luca Ward e Sonia Aquino. Trasmesso per la prima volta il 31 maggio 2007 da Canale 5, è stato visto da 3.371.000 spettatori (14,43%). Si è trattato di un episodio pilota che, nel caso in cui il responso del pubblico fosse stato soddisfacente, avrebbe dato il via alla serie completa come si usa fare per le serie TV statunitensi. Il film è stato girato nella città di Fabriano.